# カーズトゥーン ラジエーター・スプリングスの仲間たち
『カーズトゥーン ラジエーター・スプリングスの仲間たち』（カーズトゥーン ラジエーター・スプリングスのなかまたち、原題：Cars Toons: Tales From Radiator Springs）は、ピクサー・アニメーション・スタジオ製作による映画『カーズ』シリーズのスピンオフ短編作品かつ「カーズトゥーン　メーターの世界つくり話」の続編。2013年以降に製作され、計4作が存在する。監督はジェレミー・ライスキー及びロブ・ギブス。

## かつて放送していた局
- Dlife

## サブタイトル
- 第1話 マックィーンのしゃっくり（Hiccups）
- 第2話 レッドと小さな友達（Bugged）
- 第3話 グイドは看板ダンサー（Spinning）
- 第4話 ラジエーター・スプリングス 500 ½（The Radiator Springs 500 ½）

### 未公開作
- 第5話（To Protect and Serve）

## 登場人物と声の出演
- ライトニング・マックィーン - キース・ファーガソン、オーウェン・ウィルソン(第4話のみ)/土田大
- メーター - ラリー・ザ・ケーブル・ガイ/山口智充
- サリー - ボニー・ハント/戸田恵子
- シェリフ - マイケル・ウォリス/池田勝
- ルイジ - トニー・シャルーブ/パンツェッタ・ジローラモ
- グイド - グイド・カローニ/高宮俊介
- ラモーン - チーチ・マリン/樋浦勉
- フロー - ジェニファー・ルイス/片岡富枝
- フィルモア - ロイド・シェアー/八奈見乗児
- サージ - ポール・ドゥーリイ/麦人
- レッド - ジェローム・ランフト[注 1]/宮本崇弘
- リジー - キャサリン・ヘルモンド/森ひろ子
- バグ - ジョシュ・クーリー /小島敬介
- サンディ・デューンズ - スティーブ・パーセル/間宮康弘
- ブルー・グリット - ジェス・ハーネル/北村謙次
- アイドル・スレート - ジョン・サイガン/宮本崇弘
- シフティ・サイドウィンダー - ダニー・マン/後藤光祐
- 野一祐子（第3話のみ）

## 日本語版制作スタッフ
- 翻訳 佐藤恵子
- 演出 向山宏志
- 録音/調整 吉田佳代子、サウンドインスタジオ、スタジオユニ
- 録音制作 宮越啓之、東北新社
- 制作監修 津司大三
- 日本語版制作 DISNEY CHARACTER VOICES INTERNATIONAL,INC.